# لاگنیووکوپ
لاگنیووکوپ (به هلندی: Laagnieuwkoop) یک منطقهٔ مسکونی در هلند است که در استیختسه فخت واقع شده‌است.